# أشياء لم نتحدث عنها (ألبوم)
أشياء لم نتحدث عنها هو اسم الألبوم الثالث للمغنية التركية سيلا المولودة في 17 يونيو1980 في مدينة دينيزلي التي تقع في غرب تركيا، وقد طرحت شركة سونى ميوزك إنترتينمينت الألبوم في يوم 24 نوفمبر 2010، ويعتبر الألبوم من أولي الأعمال التي قدمتها الفنانة سيلا بعد ألبوم أمضا الذي صدر عام 2009، حيث أن الألبوم يحتوي على إيقاعات عَدّة مثل الجاز والسوفت روك والبوب، وبالحديث عن الألبوم وأغانيه كان للفنانة سيلا الجهد الأكبر في تأليف عشرة أغاني من الألبوم بمفردها وأغنية كتبتها برفقة الكاتبة جوزده قانسو، كما أنها قامت بالمشاركة أيضا بمشاركة كل من أيفه بهادير وكرم تُرك ايدن في قسم الألحان.
وقد طرحت شرك سونى ميوزك إنترتينمينت الألبوم في يوم 24 نوفمبر 2010، ويُصَنَّف باعتباره الألبوم الأول الذي طرح في الأسواق بعد أن وقَّعت المغنية سيلا على الألبوم في عام 2009.
وبالحديث عن الألبوم سالف الذكر «أشياء لم نتحدث عنها»، فقد شهِد الألبوم تعليقات إيجابية من قِبَل النقاد الموسيقين إذ أنَّ نوع التعبير في الكلمات التي كتبتها سيلا قد نال مديحاً لا يستهانُ به، وكانت أغنية «حتى وإن كان مُر فهو لايقتل» هي الأغنية صاحبة الصدارة بين ثنايا الألبوم، تلك الأغنية التي تم نشرها على موقع سيلا الإلكتروني في طليعة شهر نوفمبر لعام 2010، إلا أن الموقع قد تعطل نظراً لكثافة عدد الزائرين.
وبعد أن قامت سيلا بتصوير أغنية «حتى وإن كان مُراً فهو لا يقتل» قامت أيضاً بتصوير الأغاني تلك حسب الترتيب «دعك من ما سيحدث» و«عقلية» و«إلى مكان خالي» وأخيراً أغنية «تماما مثل اليوم».
وقد نُشرت تلك الأغاني واحدة تلو الأُخرى. وقد تربعت تلك الأغاني الثلاث وهي: أغنية «حتى وإن كان مُراً فهو لا يقتل» وأغنية «عقلية» وكذلك أغنية «إلى مكان خالي» على عرش القائمة الرسمية التركية، أما أغنية «دعك من ما سيحدث» فقد تقدمت حتى احتلت المركز الثاني. 
و بخصوص تحضيرات ألبوم «أشياء لم نتحدث عنها» فقد تمت خلال عام واحد، وبمقارنة هذا الألبوم بالألبومات السابقة للمغنية سيلا قيل: «إن موسيقي هذا الألبوم تفوق عن ما قبله من الألبومات»، وهذا الألبوم وصل في قائمة ألبومات الأغاني التركية إلى أكثر الألبومات مبيعاً في تركيا، واحتل الصدارة في قائمة الأغاني تقريبا طوال عام.
وقد بيعت 100.000 نسخة من الألبوم حتى نهاية عام 2010. 
و حصل الألبوم على جائزة أفضل ألبوم من الجوائز المنظمة من جامعة قادر هاس.
وتم ترشيح الألبوم من فئة الألبوم السنوي لحصوله على جائزة ملك الموسيقي عام 2011 وجائزة (تا را تا) للموسيقي 2011، ولكن لم يحصل على الجوائز.
و في عام 2012، أضافت المغنية سيلا على بعض الأغاني الموجودة في الألبوم كلمات جديدة وقد ضَمَّت تلك الأغاني إلى ألبوم الجوكر.

## المحتوى
كان للفنانة سيلا الجهد الأكبر في تأليف عشرة أغاني من الألبوم بمفردها، كما أنها قامت بالمشاركة أيضا بمشاركة كل من أيفه بهادير وكرم تُرك ايدن في قسم الألحان.
وبعد أول ألبوم قدمته سيلا، إذ بها أيضا في عام 2009 تقوم بإمضاء عقد لألبومها الجديد مما مكنها من ظهورها لمحبيها، وصورت عدة كليبات مثل «فلَّا ننام دون ان نتحاب» و«إن شاء الله» و«أعطنى لونا قليلا» و«لدى جرح».
وقد احتلت هذه الأغنيات القائمة الرسمية الأولى في تركيا بينما الأغنيات الأخرى من الألبوم احتلت الأربعة الأولي.
وقد غنت المغنية سيلا أغنية للفنانة الآن ديلون وهذه الأغنية احتلت المرتبة الأولى في تركيا.
وفى طليعة شهر نوفمبر إستمع جمهور سيلا الذي كان يتنظر الألبوم الجديد بفارغ الصبر إلى بعض الأغاني من الألبوم الذي شاركته سيلا مع محبيين الموسيقى، وفي اليوم التاسع من شهر نوفمبر صدرت أغنية «حتى وإن كان مُراً فهو لا يقتل».
وشاركت سيلا هذه الأغنية على الموقع الرسمي لها على شبكة الإنترنت إلا أن الموقع قد تعطل نظراً لكثافة عدد الزائرين، وبعد يوم واحد تم إصلاح الموقع. 
وفى يوم 24 من شهر نوفمبر أنتجت شركت «سوني ميوزك انترتينمينت» ثلاث أغنيات من ألبوم «أشياء لم نتحدث عنها» للمغنية سيلا والألبوم يتكون من (12) أغنية وقد عزف الفنان فاتح أهيسقالي موسيقي العود في أغنية «البداية» من الألبوم، وقد احتلت هذه الأغنية المرتبة العاشرة من الألبوم وكتبت المغنية سيلا كلمات أول عشر أغاني من الألبوم بمفردها كما شاركتها الفنانة جوذا قانسو صديقة طفولتها في كتابة أغنية واحدة من الألبوم وتعاونت سيلا في ألبومها مع الملحن بهادر والملحن كريم تُورك أيدن، وقام الموزع أوزان دوغلو بإعادة توزيع أغنية «عقلية» الذي احتلت المرتبة الثالثة.
ومن أجل الأغنية الختامية للألبوم قد علق الفنان فرحات جوتشار من جديد على أغنية «إضرب القدح يا سيدي» الذي إستمعنا لها قبل انتشار ألبومها التجريبي والذي غناها لأول مرة عام 2007 في البوم «فليفتح الله طريقك». 
وقد صرحت المغنية سيلا أن موسيقي ألبوم «أشياء لم نتحدث عنها» تفوق ما قبله من الألبومات، ويرجع سبب تسمية الألبوم بهذا الاسم إلى أن الناس يضحكون في وجه بعضهم البعض وعندما يخرجون من الباب يقومون بمحادثات لا داعي لها.
وبالإضافة إلى ذلك قالت المغنية سيلا أن أكثر أغنية تحكي عنها هي الأغنية التاسعة في الألبوم وهي باسم «زجاج»، وقد كتبت سيلا أغنية «في وقته/ها» مع صديقتها جانسو قانسو وأهديت هذه الأغنية إلى كل محبيناها.
ويحتوى ألبوم «أشياء لم نتحدث عنها» على موسيقي الجاز والسوفت روك والبوب ميوزك، وقد أستغرقت تحضيرات الألبوم عام كامل وقام بتسجيل أغاني الألبوم أرزو أسلان في إستديوهات دوغلو. 
ووصل الألبوم إلى قائمة الألبومات الأكثر مبيعاً في تركيا ومن قبل شركة (دى أند أر) المنظمة للألبوم واحتل المراتب العليا في قائمة الأغاني تقريباُ طوال عام.
وقد بيع حوالى (100.000) نسخة من الألبوم خلال عام على حسب تقرير (موياب) الذي يوضح إعلانات مبيعات الألبومات في تركيا.
وقد حصل الألبوم على جائزة أفضل ألبوم من الفئة النسائية من جامعة قدير هاس. 
وقد تم ترشيح الألبوم باعتباره أفضل ألبوم في السنة، وتم ذلك في مسابقتين أحدها كانت في عام (2011) تحت اسم "جائزة أفضل موسيقى-لحن "، أما الثانية فكانت في عام (2012) تحت اسم " جائزة أفضل موسيقى من (تا را تا). 
وقد تراجع ألبومها الأول أمام ألبوم (إكتب أسمى على قلبك) لتاركان في شهر يونيه عام (2010)، والثانى أيضا تراجع أمام ألبوم (منازل من ورق) ل إمره أيدن في شهر إبريل لعام (2010).
كماأضافت المغنية سيلا على بعض الأغاني الموجودة في الألبوم كلمات جديدة وقد ضَمَّت تلك الأغاني إلى ألبوم (الجوكر)، وكان ذلك في شهر يونيه لعام 2012.

## الإنتقادات
وقد حصل ألبوم «أشياء لم نتحدث عنها» على انتقادات إيجابية من قِبَل النقاد الموسيقيين، كما أن الكلمات التي قد ألفتها سيلا حصلت أيضاً على مديح لا يستهان به، ففى جريدة صباح قدم الناقد ألبير باغجه قابلى نقداً إيجابياً حيث قال:«إن هذا الألبوم سريع إلى القلب كما إنه يعد من أفضل ما سمعه في الأونة الأخيرة من نوع البوب المحلي»، وعلى إِصرِهِ قام موقع الموسيقى الإلكتروني البوب الحقيقي بتقديم نقداً إيجابياً هو الآخر، وهو أن الألبوم مكون من مستويين يتراوحا بين الجيد والوسط مما يعد بنسبة ثلاثة نقاط ونصف من خمسة، وكذا صار نقده مما يوصف بالنقد الإيجابي البنَّاء. أما الموقع الإلكتروني فقد وجد اسم أغنية ألبوم سيلا الافتتاحية التي بعنوان «مقدمة»، وجده حسنٌ مناسب كما أنه أعرب عن أنه لو كانت تقام مسابقة جوائز غرامي في تركيا لكان سوف يتم ترشيح أغنية «إلى مكان خالي» مصنفةً كـ (أفضل أداء صوتي لسيدة)، وأن أغنية «غول» هي أغنية ذات طابع إيقاعي خاص بها، وأخيراً أن أغنية «إضرب القدح يا سيدي» باتت أفضل من حالها الأصلي. وأضاف أن سيلا مطربة ذات صوت يليق بها وأنها في طريقها لتأليف العديد من الأغاني التي تعبر وتفصح عنها.
وفي هذا السياق، كتب الكاتب جولوم داغلى الكاتب في جريدة "ملليت" مفيداً بأنه لا توجد أغاني في الألبوم مميزة سوى أغنية «غول» مثل أغنية "فلا ننم بدون ان نتحاب" في ألبوم "إمضا" عام 2009، وأن أغنية: في وقته/ها" هي من الأغاني المفضلة في الألبوم. وفي نفس الجريدة كتب "غونرى جيفا اوغلو" واصفاً كلمات أغاني الألبوم بأنها معبرة وعميقة، كما أعرب عن أن أغاني سيلا لهى بمثابة نسيم بحر إيجه وهبات نسيم شانسون الفرنسي وألوان الموسيقي البرتغالية.
كما قدم (محمد تاز) الكاتب بنفس الجريدة، نقده البنَّاء مبتئداً نقده بتسجيل إعجابه بصوت سيلا وبقوة الأغاني كما أفاد أن الألبوم لم ينظم بعناية وكانت الصدراة للألحان، كما أفاد أن أغنية «غول» لا تتناسب مع الألبوم، في حين أن مذيع الراديو «ميكائيل كويوجو» صرح أن سيلا تفوقت على نفسها، وتنوعت من لون لآخر في هذا الألبوم كما أنه كغيره من النقاد الذين راق لهم كلمات الألبوم معرباً عن ذلك بقوله: «أن الكلمات حقيقية جداً»، وأفاد أيضا: «أن هذه الكلمات هي كلمات لم يستخدمها أحد إلى يومنا هذا بل أنها أستخدمت مفاهيم عاشتها ومرت بها» وأفاد موضحا: أن سيلا وأيفه بهادر هما ثنائي ولا أروع وأن ألبوم «أشياء لم نتحدث عنها» هو من الألبومات التي يجب أن تصنف انها من الالبومات الخالدة. أما الكاتب «أونور باش تُرك» من جريدة «حرية» فقد تحدث عن الألبوم مثنياً على أغنية «تماماً اليوم» معرباً عن أنها الأغنية المفضلة لديه.

## أغانى مصورة
وقد صورت المغنية سيلا 5 أغنيات مصورة من ألبوم «أشياء لم نتحدث عنها»، وقد كتبت سيلا كلمات هذه الأغاني وشاركتها في اللحن أيفه بهادر
وقد صورت أغنية «حتى لو ألم لا تقتل» فيديو كليب قبل صدور الألبوم، وهذه الأغنية تعتبر أول فيديو كليب سنجل من الألبوم وقام المخرج مراد أونبول بإخراج فيديو كليب لهذه الأغنية بفكرة بسيطة وعرضت في تسلسل صدور الالبوم. 
وفى بداية شهر ديسمبر 2010 احتلت هذه الأغنية مرتبة عالية في القائمة الرسمية في تركيا، وأستمرت في هذه المرتبة العالية طوال ثمانى أسابيع متتالية وتقدمت هذه الأغنية إلى رقم 79 في قائمة التوب 100 أيرو بلاي أوروبا المنتشرة في أوروبا.
وبالإضافة إلى ذلك تم ترشيح الأغنية باعتبارها أفضل أغنية في السنة إلى عدة جوائز منها جائزة المجلة السياسية وجائزة أفضل موسيقي من (تا را تا) وجائزة (أفضل موسيقي-لحن) ولكن لم تحصل على هذه الجوائز.
وقد تراجعت الأغنية للمرة الأولى والثالثة أمام ألبوم «إكتب اسمك على قلبي» لتركان وتراجعت للمرة الثانية أمام ألبوم «الفراق في كلمة» لجولشان 
وتم تصوير ثاني فيديو كليب لأغنية «دعك من الماضى» بنائاً على طلب معجبين المغنية سيلا وقام بإخراج الفيديو كليب المخرج كمال دوغلو وتم تصوير الفيديو كليب في نيويورك، وعرض الفيديو كليب على التلفزيون يوم 28 يناير 2011.
واحتلت هذه الأغنية المرتبة الأولى في القائمة الرسمية في تركيا وبقيت في هذه المرتبة حوالي 3 أسابيع متتابعة وتقدمت للمرتبة رقم (83) في قائمة التوب في أوروبا.
وفى شهر يناير 2011 تم تصوير الأغنية الثالثة من الألبوم وهي أغنية «غول» وأصبحت أغنية «عقلية» المصورة حديث الصحافة ووسائل الإعلام وقام بإخراج الأغنية تامر بشاران، وتم تصوير الفيديو كليب خلال يومين على ساحل جزر الهيبليدا والسوعديا، وفي يوم 9 أغسطس 2011 تم عرض الفيديو على شاشات التلفزيون واحتلت أغنية «عقلية» المرتبة الثالثة في القائمة الرسمية في تركيا، وأرتفعت إلى المرتبة الثانية في أسبوع وأستمرت على هذا النحو خلال ثلاث اسابيع وأصبحت أغنية «عقلية» من ألبوم «أشياء لم نتحدث عنها» الأغنية الثانية التي إرتفعت إلى هذه المرتبة في قائمة الألبومات التركية وتقدمت إلى المرتبة 74 في قائمة التوب 100 في أوروبا.
وتم تصوير أغنية «إلى مكان خالي» فيديو كليب وهي الأغنية الخامسة في قائمة ألبوم «أشياء لم نتحدث عنها» وتم تصوير الأغنية في جزر 
سانتوريني في اليونان. وقد تولت سيلا إخراج الفيديو كليب وفي يوم 6 نوفمبر 2011 تم عرض الفيديو كليب على الشاشات، أما الأغنية احتلت القائمة الرسمية في تركيا وأستمرت في هذا الترتيب طوال أربع أسابيع غير متتالية، كما احتلت أيضا المرتبة 72 في قائمة التوب 100 في أوروبا. 
وقد تم تصوير أخر فيديو كليب بنائاً على طلب المستمعين لأغنية (تماماً اليوم) وفي خلال زيارتها لمدينة براغ عاصمة جمهورية التشيك صورت سيلا بعض الصور وقامت بعمل فيديو كليب للأغنية من خلال تلك الصور.

## قائمة الأغانى
| الرقم | اسم الأغنية               | كلمات           | ألحان           | المدة |
| ----- | ------------------------- | --------------- | --------------- | ----- |
| 1.    | مقدمة                     |                 | فاتح أهيسقالى   | 0:28  |
| 2.    | حتى وإن كان مُر فهو لايقتل | سيلا جنتش أوغلو | سيلا-أيفه بهادر | 3:24  |
| 3.    | عقلية                     | سيلا جنتش أوغلو | سيلا-أيفه بهادر | 2:57  |
| 4.    | دعك من ما سيحدث           | سيلا جنتش أوغلو | سيلا-أيفه بهادر | 4:03  |
| 5.    | إلى مكان خالى             | سيلا جنتش أوغلو | سيلا-أيفه بهادر | 4:00  |
| 6.    | جول                       | سيلا جنتش أوغلو | سيلا-أيفه بهادر | 4:01  |
| 7.    | لاتهتم                    | سيلا جنتش أوغلو | سيلا-أيفه بهادر | 4:44  |
| 8.    | تماماً اليوم               | سيلا جنتش أوغلو | سيلا-أيفه بهادر | 2:52  |
| 9.    | زجاج                      | سيلا جنتش أوغلو | سيلا-أيفه بهادر | 3:21  |
| 10.   | كالإوز                    | سيلا جنتش أوغلو | سيلا-أيفه بهادر | 4:09  |
| 11.   | في وقته/ها                | سيلا جنتش أوغلو | سيلا-أيفه بهادر | 5:28  |
| 12.   | إضرب القدح ياسيدي         | سيلا جنتش أوغلو | سيلا-أيفه بهادر | 5:06  |

ملاحظات
1. أغنية كالإوز التي احتلت المرتبة العاشرة مختلفة في التوزيع عن أغنية عقلية التي تحتل المرتبة الثالثة.
2. أغنية إضرب القدح ياسيدي غناها الفنان فرحات جوتشار لأول مرة في ألبومه «فليفتح الله طريقك».

## الإنتاج
- سونى ميوزك إنترتينمينت - إنتاج
- سيلا جنتش أوغلو - غناء وألحان وكلمات
- أيفه بهادر -ألحان وجيتار كلاسيكي
- كريم تُورك أيدنِ - ألحان وجيتار
- فاتح أهيسقالى - عود
- أوزان دوغلو - بيانو
- جودى جنتش - أله الباز
- جودى جنتش - أله الباز
- سركان أيمن - طبلة
- جوكسون جفدر - صفارة
- بوراق ارقول - عازف بيانو
- محمد أقطاى - دف
- طورغوت أوزوفلر - قانون
- سفين غول - فوكال
- أتشيلياى كيليتش - فوكال
- تشغلار توركمان - مسترينج
- أرزو أسلان - تسجيل ومونتاج
- كمال دوغلو - مصور
- دوغلو - ستديو
- داى وان تركيا - أعمال الإنتاج والتنظيم

## القوائم
| نقطة القمة | قائمة 2010                                      |
| ---------- | ----------------------------------------------- |
| 1          | دي أند أر قائمة الألبومات الأكثر مبيعاً في تركيا |

## تواريخ النشر
| البلد                | التاريخ        | الصيغة        | الشركة           |
| -------------------- | -------------- | ------------- | ---------------- |
| تركيا                | 24 نوفمبر 2010 | أسطوانة CD    | سوني إنترتينمينت |
| تركيا                | 29 نوفمبر 2010 | تنزيلات رقمية | سوني إنترتينمينت |
| في جميع انحاء العالم | 29 نوفمبر 2010 | تنزيلات رقمية | سوني إنترتينمينت |